# نصف‌النهار ۱۵۷ درجه شرقی
نصف‌النهار ۱۵۷ درجه شرقی ۱۵۷مین نصف‌النهار شرقی از گرینویچ است که از لحاظ زمانی ۱۰ساعت و ۲۸دقیقه با گرینویچ اختلاف زمانی دارد.
این نصف‌النهار از قطب شمال شروع و از مناطق زیر گذشته و به قطب جنوب ختم می‌شود.
- روسیه
- اقیانوس آرام
- 🇸🇧 جزایر سلیمان